# 谁园藏书楼
谁园藏书楼（张瑞玑旧居）位于山西省临汾市洪洞县赵城镇西街村，原赵城镇政府院内。此处原在张瑞玑起居读书的谁园北院内，构成一所独立的院落，与谁园的其他房屋分开。藏书楼主要存储于二层，楼顶有亭阁，可供登高远眺。藏书楼后来作为赵城镇政府的办公场所，保存完好，遗存“剪春厨”、“近云梯”、“迎晖楼”、“通花径”等匾额。现在镇政府已经腾出。2021年8月4日公布为第六批山西省文物保护单位。